# Pojuca
Pojuca è un comune del Brasile nello Stato di Bahia, parte della mesoregione Metropolitana de Salvador e della microregione di Catu.
Fa parte della Regione Metropolitana di Salvador dopo la ratifica del gennaio 2009.